# Rally Cataluña de 1975
El Rally Cataluña de 1975, oficialmente 11.º Rally Cataluña-6.º Rally de las Cavas Trofeo Segura Viudas, fue la undécima edición y la decimocuarta ronda de la temporada 1975 del Campeonato de España de Rally. Aunque estaba programado inicialmente para los días 22 y 23 de noviembre se celebró finalmente del 29 al 30 del mismo mes. Contó con un itinerario total de 625 km con dieciséis tramos.

## Recorrido
El recorrido constaba de dieciséis tramos cronometrados repartidos en dos etapas. La primera comenzaba el sábado día 22 sobre las 20:00 horas y terminaría en la madrugada del domingo con un reagrupamiento para asistencias en Vich. La segunda etapa comenzaría a continuación y terminaría sobre las 10:00 h de la mañana del día 23. La salida se efectuó en la heredad de Segura Viudas.
| Día     | Tramo | Nombre              |
| ------- | ----- | ------------------- |
| Etapa 1 | TC1   | Carme               |
| Etapa 1 | TC2   | Maioles             |
| Etapa 1 | TC3   | La Troballa         |
| Etapa 1 | TC4   | Vilsredas           |
| Etapa 1 | TC5   | Estenalles          |
| Etapa 1 | TC6   | Les Solanes         |
| Etapa 1 | TC7   | Oristá              |
| Etapa 2 | TC8   | Collsaplana         |
| Etapa 2 | TC9   | Coll de Rabell      |
| Etapa 2 | TC10  | Collformich         |
| Etapa 2 | TC11  | Santa Fe-San Marçal |
| Etapa 2 | TC12  | Ossor               |
| Etapa 2 | TC13  | Els Angels          |
| Etapa 2 | TC14  | Santa Pellaia       |
| Etapa 2 | TC15  | Montnegre           |
| Etapa 2 | TC16  | Romanya             |

## Clasificación final
| Pos. | Piloto                | Copiloto                  | Automóvil                | Tiempo    | Diferencia |
| ---- | --------------------- | ------------------------- | ------------------------ | --------- | ---------- |
| 1.   | Antonio Zanini        | Eduardo Martínez          | SEAT 1430-1800           | 2:32:31.7 | 0.0        |
| 2.   | Salvador Cañellas     | Daniel Ferrater           | SEAT 1430-1800           | 2:36:18.7 | +3:47.0    |
| 3.   | Marc Etchebers        | Marie-Christine Etchebers | Porsche 911 Carrera RSR  | 2:37:30.3 | +4:58.6    |
| 4.   | Josep María Fernández | Alfred Cortel             | Porsche 911 Carrera      | 2:38:48.9 | +6:17.2    |
| 5.   | Juan Carlos Pradera   | Juan José Petisco         | Alpine-Renault A110 1800 | 2:39:56.7 | +7:25.0    |
| 6.   | Antoni Puigdellivol   | Fornells                  | Alpine-Renault A110 1800 | 2:45:32.6 | +13:00.9   |
| 7.   | César Perejoan        | Mariona Platon            | SEAT 1430-1800           | 2:47:35.4 | +15:03.7   |
| 8.   | Joan Aleix            | Amadeu Codina             | Porsche 911 Carrera RS   | 2:48:13.6 | +15:41.9   |
| 9.   | Joan Vinyes Sr.       | Natividad Dabad           | SEAT 1430-1800           | 2:48:17.6 | +15:45.9   |
| 10.  | Julián Rosende        | Fernando Pardo            | SEAT 1430-1800           | 2:50:33.1 | +18:01.4   |